# Jens Rasmussen Hübertz
Jens Rasmussen Hübertz (J. R. Hübertz), född 5 september 1794 i Ålborg, död 1 december 1855, var en dansk läkare och historiker.
Efter realskolan sattes Hübertz i handelslära i sin födelsestad. Han reste därefter till sin fars hemland, Norge, och anställdes på ett kontor i Drammen. På grund av kunskapstörst lämnade han dock sin anställning och reste till Köpenhamn, där han fick kungligt stöd för att studera. År 1819 avlade han examen artium och 1824 medicinsk examen. De följande åren var han medicine kandidat på Frederiks Hospital; vintern 1826-27 tjänstgjorde han som epidemiläkare i Horns härad, där en allvarlig dysenteriepidemi grasserade. Erfarenheterna härav publicerade han i tidskriften Bibliothek for Læger och i en doktorsavhandling, som han 1828 försvarade i Kiel. Åren 1827-32 verkade han som privatpraktiserande läkare i Ærøskøbing och 1832-38 i Århus. År 1838 utnämndes han till läkare vid hospitalet och fattigvården i Ålborg. Åren 1841-42 företog han en studieresa i utlandet med offentligt stöd. Han publicerade även statistiska, topografiska och historiska arbeten, såväl utanför det medicinska området som med nära anknytning till detta. Han hade särskilt intresse för sinnessjukvården i Danmark, och de huvudsakligen statistiska uppgifter han presenterade samt de talrika större och smärre inlägg från honom, oftast i dagspressen och med kritisk-polemisk natur, bidrog icke obetydligt till att öppna allmänhetens ögon för de stora brister som förelåg och det stora behovet av reformer, närmast efter förebild från andra länder.
Särskilt efter att han 1844 hade lämnat sin anställning i Ålborg och hade flyttat till Köpenhamn, inriktade han sig på sin litterära och reformatoriska verksamhet. Då ledningen för reformrörelsen på det egentliga psykiatriska området i huvudsak övertagits av Harald Selmer, koncentrerade han sig alltmer på de hittills fullständigt försummade sinnesslöas utveckling och utbildning, särskilt efter att han med stöd från änkedrottning Karolina Amalia och av den Reiersenske fond år 1852 hade företagit en ny utlandsresa och gjort sig bekant med sinnesslövården i andra länder. Han fortsatte även sitt författarskap på andra områden; år 1855 utkom således från hans hand en grundlig statistisk studie om koleraepidemin i Köpenhamn 1853, men hans huvudintresse var att få en idiotanstalt inrättad i Danmark. År 1854 bildade han en enskild kommitté för detta ändamål, vilken samma år inbjöd medborgarna till att lämna ekonomiskt stöd. År 1855 utgav han även en populär, upplysande och agitatorisk skrift: Svagsindighed eller Idiotisme och dens Helbredelighed. Hans outtröttliga ansträngningar nådde sitt mål, och i november 1855 kunde "Helbredelsesanstalten paa Gamle Bakkehus for idiotiske, svagsindede och epileptiske Børn" starta sin verksamhet under hans ledning. Men redan 1 december samma år avled han plötsligt av slaganfall. Efter Hübertz död övertogs ledningen av anstalten av Hans Peter Duurloo.
Hübertz var son till rådmannen och köpmannen Christian Lassen Hübertz och Hedevig född Rasmussen. Han var ogift.